# Morelos 1

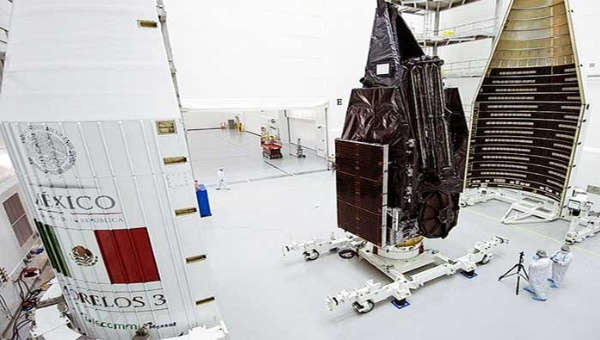

Morelos 1 è stato il primo satellite artificiale messicano. Messo in orbita nel 1985, ha fatto del Messico la 19ª nazione ad avere un satellite in orbita e la quinta, dopo India, Indonesia, Arabia Saudita e Brasile del cosiddetto "Terzo mondo" (ovvero, quei Paesi che non si erano schierati palesemente con gli Stati Uniti né con l'URSS).
A differenza di tutte le Nazioni che l'hanno preceduto, il Messico non ha mandato in orbita un satellite per ricerche scientifiche, bensì uno per le telecomunicazioni: ciò nasceva dall'esigenza di modernizzare le comunicazioni all'interno di un Paese già in grande trasformazione, ma ancora profondamente rurale. Gestore del Morelos 1 era Satmex.
La Secretaría de Comunicaciones y Transportes si rivolse (1982) all'azienda statunitense Hughes Aircraft per la progettazione e alla NASA per il lancio, che ha avuto luogo a Cape Canaveral.